# Gustave-Jean-Marie Nouet
Gustave-Jean-Marie Nouet MAfr (* 18. Oktober 1878 in La Haie-Fouassière, Département Loire-Atlantique; † 1941) war ein französischer Ordensgeistlicher und römisch-katholischer Apostolischer Präfekt von Ghardaia nel Sahara.

## Leben
Gustave-Jean-Marie Nouet empfing am 29. Juni 1902 das Sakrament der Priesterweihe für die Ordensgemeinschaft der Weißen Väter.
Am 8. April 1919 wurde er zum Apostolischen Präfekten von Ghardaia ernannt. Mit der Umbenennung der Apostolischen Präfektur Ghardaia in Apostolische Präfektur Ghardaia nel Sahara wurde Nouet zum Apostolischen Präfekten von Ghardaia nel Sahara. Er bekleidete das Amt bis zu seinem Tod im Jahre 1941.